# Ungdomstræf Bornholm 1985
|  | Denne artikel er oprettet af botten Steenthbot ud fra en ekstern database. Den kan derfor have sproglige fejl eller mangler. Denne skabelon kan fjernes efter kontrol af indholdet. |

Ungdomstræf Bornholm 1985 er en dansk dokumentarfilm fra 1985 instrueret af Flemming Arnholm.

## Handling
Reportage fra Dansk Metalforbunds ungdomstræf på Bornholm 1985.

## Medvirkende
- Anker Jørgensen